# UCI Amèrica Tour 2010-2011
L'UCI Amèrica Tour 2010-2011 va ser la setena edició de l'UCI Amèrica Tour, un dels cinc circuits continentals de ciclisme de la Unió Ciclista Internacional. Estava formada per trenta-una proves, organitzades entre el 16 d'octubre de 2010 i el 17 de setembre de 2011 a Amèrica.

## Evolució del calendari

### Octubre de 2010
| Data  | Cursa                                        | País      | Cat. | Vencedor        | Equip        |
| ----- | -------------------------------------------- | --------- | ---- | --------------- | ------------ |
| 16-24 | Tour de Brasil-Volta de l'Estat de São Paulo | Brasil    | 2.2  | Gregolry Panizo | Clube DataRo |
| 20-31 | Volta a Guatemala                            | Guatemala | 2.2  | Giovanni Báez   | EPM-UNE      |

### Novembre de 2010
| Data  | Cursa             | País    | Cat. | Vencedor    | Equip                                |
| ----- | ----------------- | ------- | ---- | ----------- | ------------------------------------ |
| 7-14  | Volta a Bolívia   | Bolívia | 2.2  | Óscar Soliz | EBSA                                 |
| 19-22 | Volta a l'Equador | Equador | 2.2  | Byron Guamá | Concentración Deportiva de Pichincha |

### Desembre de 2010
| Data  | Cursa              | País       | Cat. | Vencedor              | Equip                            |
| ----- | ------------------ | ---------- | ---- | --------------------- | -------------------------------- |
| 2-5   | Volta al Paraguai  | Paraguai   | 2.2  | Luis Alberto Martínez | Equipo Porongos                  |
| 17-29 | Volta a Costa Rica | Costa Rica | 2.2  | Juan Carlos Rojas     | Junta de Protección Social-Giant |

### Gener
| Data  | Cursa            | País      | Cat. | Vencedor        | Equip                  |
| ----- | ---------------- | --------- | ---- | --------------- | ---------------------- |
| 12-23 | Volta al Táchira | Veneçuela | 2.2  | Manuel Medina   | Gobierno Del Zulia     |
| 17-23 | Tour de San Luis | Argentina | 2.1  | Marco Arriagada | Equip nacional de Xile |
| 27-6  | Volta a Xile     | Xile      | 2.2  | Gonzalo Garrido | T Banc-Skechers        |

### Febrer
| Data  | Cursa                             | País                 | Cat. | Vencedor  | Equip                       |
| ----- | --------------------------------- | -------------------- | ---- | --------- | --------------------------- |
| 20-27 | Volta a la Independència Nacional | República Dominicana | 2.2  | Tomás Gil | Equip nacional de Veneçuela |

### Març
| Data  | Cursa                          | País    | Cat. | Vencedor      | Equip                               |
| ----- | ------------------------------ | ------- | ---- | ------------- | ----------------------------------- |
| 8-13  | Rutes d'Amèrica                | Uruguai | 2.2  | Jorge Soto    | Porongos                            |
| 15-19 | Giro a l'Interior de São Paulo | Brasil  | 2.2  | Flavio Reblin | Memorial-Prefeitura De Santos-Giant |

### Abril
| Data  | Cursa             | País    | Cat. | Vencedor      | Equip                      |
| ----- | ----------------- | ------- | ---- | ------------- | -------------------------- |
| 13-17 | Volta de Gravataí | Brasil  | 2.2  | Renato Seabra | Clube DataRo-Foz do Iguaçu |
| 15-24 | Volta a Uruguai   | Uruguai | 2.2  | Iván Casas    | Boyacá es Para Vivirla     |

### Maig
| Data  | Cursa                                                 | País         | Cat. | Vencedor           | Equip                         |
| ----- | ----------------------------------------------------- | ------------ | ---- | ------------------ | ----------------------------- |
| 6     | Campionats Panamericans de ciclisme en contrarellotge | Colòmbia     | CC   | Leandro Messineo   | Equip nacional de l'Argentina |
| 8     | Campionats Panamericans de ciclisme en cursa en línia | Colòmbia     | CC   | Gregolry Panizo    | Equip nacional de Brasil      |
| 14    | Clàssic de la Federació Veneçolana de Ciclisme        | Veneçuela    | 1.2  | Ángel Pulgar       | Lara-Fúndela                  |
| 15    | Copa de la Federació Veneçolana de Ciclisme           | Veneçuela    | 1.2  | Miguel Ubeto       | Lotería del Táchira           |
| 13-20 | Volta a Califòrnia                                    | Estats Units | 2.HC | Christopher Horner | RadioShack                    |

### Juny
| Data  | Cursa                                      | País         | Cat.   | Vencedor          | Equip                       |
| ----- | ------------------------------------------ | ------------ | ------ | ----------------- | --------------------------- |
| 2-5   | Copa de les Nacions Vila Saguenay          | Canadà       | 2.Ncup | Christopher Juul  | Equip nacional de Dinamarca |
| 5     | TD Bank International Cycling Championship | Estats Units | 1.HC   | Alex Rasmussen    | HTC-Highroad                |
| 12-26 | Volta a Colòmbia                           | Colòmbia     | 2.2    | Félix Cárdenas    | GW Shimano-Chec-Edeq-Envía  |
| 14-19 | Tour de Beauce                             | Canadà       | 2.2    | Francisco Mancebo | Realcyclist.com             |

### Juliol
| Data  | Cursa             | País      | Cat. | Vencedor          | Equip                    |
| ----- | ----------------- | --------- | ---- | ----------------- | ------------------------ |
| 9-17  | Tour de Martinica | França    | 2.2  | Guillaume Malle   | Véranda Rideau Sarthe 72 |
| 13-24 | Volta a Veneçuela | Veneçuela | 2.2  | Pedro Gutiérrez   | Gobernación del Zulia    |
| 27-31 | Tour de Rio       | Brasil    | 2.2  | Juan Pablo Suárez | EPM-UNE                  |

### Agost
| Data  | Cursa                     | País         | Cat. | Vencedor        | Equip             |
| ----- | ------------------------- | ------------ | ---- | --------------- | ----------------- |
| 5-7   | Tour d'Elk Grove          | Estats Units | 2.1  | Luis Amarán     | Jamis-Sutter Home |
| 5-14  | Tour de Guadalupe         | França       | 2.1  | Boris Carène    | Gwada Bikers 118  |
| 9-14  | Tour de Utah              | Estats Units | 2.1  | Levi Leipheimer | RadioShack        |
| 20-26 | USA Pro Cycling Challenge | Estats Units | 2.HC | Levi Leipheimer | RadioShack        |

### Setembre
| Data | Cursa              | País         | Cat. | Vencedor  | Equip          |
| ---- | ------------------ | ------------ | ---- | --------- | -------------- |
| 17   | Univest Grand Prix | Estats Units | 1.2  | Ryan Roth | SpiderTech-C10 |

### Proves anul·lades
| Data        | Cursa                                | País         | Cat. |
| ----------- | ------------------------------------ | ------------ | ---- |
| 8-20 febrer | Volta a Cuba                         | Cuba         | 2.2  |
| 10-17 abril | Volta a Mèxic                        | Mèxic        | 2.2  |
| 16 abril    | Tour de Battenkill                   | Estats Units | 1.2  |
| 27-1 maig   | Tour de Gila                         | Estats Units | 2.2  |
| 1-15 maig   | Doble Sucre Potosí Gran Premio       | Bolívia      | 2.2  |
| 18-22 maig  | Tour de Santa Catarina               | Brasil       | 2.2  |
| 1-5 juny    | Volta al Paranà                      | Brasil       | 2.2  |
| 5 juny      | Clásico San Antonio de Padua Guayama | Puerto Rico  | 1.2  |
| 11 juny     | Chrono Gatineau                      | Canadà       | 1.2  |

## Classificacions
- Font: UCI America Tour Arxivat 2015-12-22 a Wayback Machine.

| #   | Ciclista                | Equip                    | Punts |
| 1.  | Miguel Ubeto (VEN)      | -                        | 180   |
| 2.  | Gregolry Panizo (BRA)   | Clube Dataro de Ciclismo | 179   |
| 3.  | Sergio Henao (COL)      | Gobernación de Antioquia | 151   |
| 4.  | Manuel Medina (VEN)     | -                        | 144   |
| 5.  | Juan Pablo Suárez (COL) | EPM-UNE                  | 135   |
| 6.  | Gonzalo Garrido (CHI)   | -                        | 131   |
| 7.  | Renato Seabra (BRA)     | Clube Dataro de Ciclismo | 123   |
| 8.  | Jorge Soto (URU)        | -                        | 110   |
| 9.  | Juan Carlos Rojas (CRC) | -                        | 109   |
| 10. | Marco Arriagada (CHI)   | -                        | 108   |

| #   | Equip                                  | País         | Punts |
| 1.  | EPM-UNE                                | Colòmbia     | 371   |
| 2.  | Clube Dataro de Ciclismo-Foz do Iguaçu | Brasil       | 360   |
| 3.  | Movistar Continental                   | Colòmbia     | 354   |
| 4.  | Funvic-Pindamonhangaba                 | Brasil       | 309   |
| 5.  | Gobernación de Antioquia               | Colòmbia     | 286   |
| 6.  | Team SpiderTech-C10                    | Canadà       | 213   |
| 7.  | UnitedHealthcare                       | Estats Units | 153   |
| 8.  | Androni Giocattoli-C.I.P.I.            | Itàlia       | 153   |
| 9.  | Jamis-Sutter Home                      | Estats Units | 144   |
| 10. | Chipotle Development Team              | Estats Units | 121   |

| #   | País         | Punts  |
| 1.  | Colòmbia     | 1808,2 |
| 2.  | Veneçuela    | 914,2  |
| 3.  | Brasil       | 696    |
| 4.  | Argentina    | 598,67 |
| 5.  | Canadà       | 571,25 |
| 6.  | Estats Units | 477    |
| 7.  | Uruguai      | 422    |
| 8.  | Xile         | 416    |
| 9.  | Cuba         | 281    |
| 10. | Costa Rica   | 248    |

| #   | País (Sub-23)         | Punts  |
| 1.  | Veneçuela             | 374    |
| 2.  | Estats Units          | 358    |
| 3.  | Colòmbia              | 172    |
| 4.  | Argentina             | 120,67 |
| 5.  | Canadà                | 67     |
| 6.  | Antilles Neerlandeses | 66     |
| 7.  | Belize                | 60     |
| 8.  | Brasil                | 50     |
| 9.  | Antigua i Barbuda     | 40     |
| 10. | El Salvador           | 36     |